# Villeneuve-le-Roi
Villeneuve-le-Roi település Franciaországban, Val-de-Marne megyében. Lakosainak száma 20 871 fő (2022. január 1.). Villeneuve-le-Roi Orly, Athis-Mons, Paray-Vieille-Poste, Vigneux-sur-Seine, Ablon-sur-Seine és Villeneuve-Saint-Georges községekkel határos.

## Népesség
A település népessége az elmúlt években az alábbi módon változott:
| Lakosok száma | 20 481 | 20 732 | 21 132 | 21 384 | 21 214 | 21 679 | 21 411 | 21 129 | 20 871 |
|               | 2013   | 2015   | 2016   | 2017   | 2018   | 2019   | 2020   | 2021   | 2022   |